# 帕戈勒
帕戈勒（法語：Pagolle，法語發音：[paɡɔl]）是法国大西洋比利牛斯省的一个市镇，属于巴约讷区。

## 地理
帕戈勒（43°13'27"N, 0°59'25"W）面积15.9 平方千米，位于法国新阿基坦大区大西洋比利牛斯省，该省份为法国东南部省份，涵盖了贝阿恩与北巴斯克，西临大西洋比斯開灣，北至朗德省，东北接热尔省，东临上比利牛斯省，南与西班牙接壤。
与帕戈勒接壤的市镇（或旧市镇、城区）包括：阿朗叙斯、瑞克叙、洛伊灿-奥耶尔克、米斯屈尔迪、奥迪亚尔普、圣瑞斯特-伊巴尔、于阿尔米克斯。
帕戈勒的时区为UTC+01:00、UTC+02:00（夏令时）。

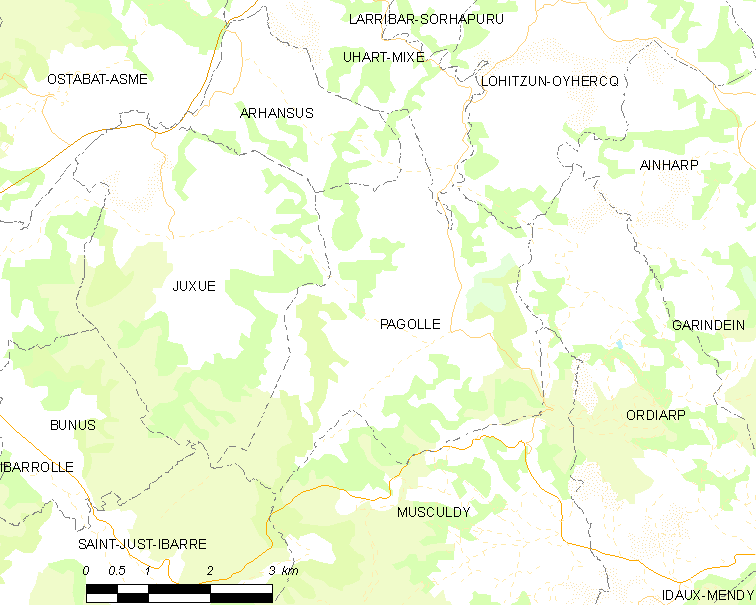
帕戈勒的OSM定位图

## 行政
帕戈勒的邮政编码为64120，INSEE市镇编码为64441。

## 政治
帕戈勒所属的省级选区为比达什地区-阿米库塞-奥斯蒂巴尔县。

## 人口

1962-2008年间帕戈勒人口变化图示

帕戈勒于2022年1月1日时的人口数量为251人。